# Arrapi
Arrapi – wieś w Armenii, w prowincji Szirak. W 2011 roku liczyła 1795 mieszkańców.